# Claud Jacob
Sir Claud Jacob GCB GCSI KCMG, britanski feldmaršal, * 21. november 1863, † 2. junij 1948.

## Življenjepis
Rodil se je v Mahidpur (Britanska Indija) generalmajorju Williamu Jacobu in Elizi Jacob.
Leta 1882 je diplomiral na Kraljevi vojaški akademiji Sandhurst, nakar je bil dodeljen Worcestershirskemu polku (Worcestershire Regiment). Konec leta 1884 je bil premeščen v Britansko Indijsko vojsko in bil dodeljen 30. polku bombajske domorodske pehote(30th Regiment Bombay Native Infantry). Nato je bil premeščen v 24. polk bombajske pehote (24th Regiment of Bombay Infantry). Leta 1890 se je udeležil ekspedicije v dolini Žob, kjer je nato postal poveljnik Žobskga korpusa pomagačev (Zhob Levy Corps).
Leta 1912 je bil imenovan za prvega generalštabnega častnika Meerutske divizije (Meerut Division), s katero se je udeležil tudi bojev v Franciji med prvo svetovno vojno. Kot edini častnik Britanske indijske vojske je tam ostal in zasedel visoke poveljniške položaje. Tik pred božičem 1914 se je izkazal, ko je divizija utrpela visoke izgube med nemškim napadom.
Zgodaj leta 1915 je postal poveljnik Dehra-dunske brigade (Dehra Dun Brigade) in septembra istega leta je prevzel poveljstvo Meerutske divizije, katero je vodil med bitko za Loos. Novembra, ko je Indijski korpus zapuščal zahodno fronto, je 18. novembra 1915 prevzel poveljstvo 21. divizije.
Septembra 1916 je postal poveljnik 2. korpusa 5. armade, kateremu je poveljeval med bitko na Sommi.
Leta 1917 je bil povišan v generalporočnika, nato pa je po koncu vojne poveljeval korpusu Britanske kopenske vojske na Renu. Tu je ostal vse do leta 1920, ko se je vrnil v Indijo kot načelnik Generalštaba Britanske Indijske vojske; istega leta je bil povišan v generala in postal pribočnik kralja Jurija V. Leta 1924 se je vrnil v Anglijo, kjer pa je ostal le do novembra, saj je bil imenovan za poveljnika Severnega poveljstva v Indiji. Naslednje leto pa je postal v.d. vrhovnega poveljnika, Indije. Novembra istega leta pa je postal vojaški sekretar Indijske pisarne in bil povišan v feldmaršala; položaj vojaškega sekretarja je zasedal do maja 1930. V letih 1937 - 1943 pa je bil Constable Tower of London.
2. februarja 1927 je postal polkovnik-komandant svojega bivšega Worchestershirskega polka.

## Družina
Leta 1894 se je poročil s Claro Pauline Wyatt, s katero sta imela enega sina Edwarda Iana Clauda Jacoba, ki je dosegel čin generalporočnika, bil pomočnik vojaškega sekretarja vojnega kabineta in generalni direktor BBC ter eno hčerko Aileen Swinton Jacob (1895-1907).